# Juanulloa
Juanulloa ist eine Pflanzengattung aus der Familie der Nachtschattengewächse (Solanaceae). Sie besteht aus acht anerkannten Arten, die zwischen Mexiko und Bolivien beheimatet sind. Der Gattungsname ehrt zwei Personen: den spanischen Seeoffizier und Geographen Jorge Juan y Santacilia (1713–1773) und den spanischen Gelehrten und Admiral Antonio de Ulloa (1716–1795).

## Beschreibung

### Vegetative Merkmale
Juanulloa-Arten sind in den meisten Fällen Lianen mit einer Stammlänge von 1,8 bis 15 m, gelegentlich auch Sträucher mit einer Höhe von (selten nur 1,2) 2 bis 5 m oder Bäume mit einer Höhe von 4 bis 5 m. Sie wachsen epiphytisch oder terrestrisch, die Äste können einen Durchmesser von 4 bis 5 cm erreichen. Sie hängen oder haften an der Hostpflanze mit anhaftenden Adventivwurzeln. Das Mark enthält meist unregelmäßig oder sphärisch geformte Steinzellen. Trichome finden sich auf allen oberirdischen Pflanzenteilen, am Stamm fallen sie jedoch im Alter ab. Drüsige Trichome können einen einzelligen Kopf besitzen (beispielsweise in Juanulloa ochracea) oder meist mehrzellige Köpfe aufweisen (wie Juanulloa speciosa und Juanullo membranacea). Unter den nichtdrüsigen Trichomen treten drei verschiedene Formen auf: einfache, aus zwei bis zwölf Zellen bestehende Trichome, verzweigte Trichome mit zwei bis fünf Ästen und baumartige Trichome, die einreihige oder mehrreihige (nur in Juanulloa verrucosa) Stiele besitzen.
Die Laubblätter sind membranartig oder lederig, haben eine eiförmige, elliptische,  oder umgekehrt eiförmige, zugespitzte, spitz zulaufende oder sich verjüngende oder in Ausnahmefällen fast runde Form. Die Blattbasis ist am Blattstiel herablaufend oder selten auch fast herzförmig. Die Größe beträgt 6 bis 18 (30) × 5 bis 9 (13) cm, die Länge der Blattstiele liegt zwischen (5) 10 und 20 (35) mm, nur in Juanullo verrucosa sind die Blätter aufsitzend oder fast aufsitzend.

### Blütenstände und Blüten
Die doldenförmigen oder traubenförmigen Blütenstände stehen terminal oder seitlich, bestehen meist aus bis zu 18 oder 20 Blüten, selten sind sie (wie in Juanullo speciosa) auf nur ein bis zwei Blüten reduziert. In diesem Fall ist auch die Blütenstandsachse mit nur 0,5 bis 1,5 cm sehr kurz, normalerweise hat sie eine Länge von bis zu 55 cm, wie in Juanullo verrucosa. Die Blütenstiele sind 5 bis 35 mm lang.
Die Blüten können duftend sein, wie bei Juanulloa ochracea oder nicht. Der Kelch ist in allen Fällen kürzer als die Kronröhre, er ist grün, rot oder orange-rot gefärbt, urnenförmig. Der dicke oder membranartige, unbehaarte oder dicht mit baumartig geformten Trichomen besetzt Kelch ist 1,3 bis 4 cm lang. Er besitzt drei bis fünf kurze, ungleich geformte Zipfel oder Zähne oder ist bis fast zur Basis in fünf gleichartige Segmente geteilt. Diese Segmente stehen jedoch nicht frei, da die auf den Rändern sitzenden Trichome weiterhin verbunden bleiben. Die fleischige, röhren- oder trichterförmige Krone ist leicht zygomorph und meist 2,8 bis 5 cm lang. Ausnahmen sind Juanulloa parviflora mit nur 1,9 bis 2,2 cm langen und Juanulloa speciosa mit 6 bis 12 cm langen Kronen. Die fünf Kronlappen sind etwa 1,8 bis 2,3 mm lang, dreieckig, oval oder fast kreisförmig, sie können geöhrt sein oder nicht. Meist sind sie etwas breiter als lang, nur in Juanulloa ferruginea sind sie länglich und 8 bis 10 × 5 bis 6 mm groß.
Die Staubblätter stehen meist innerhalb der Kronröhre, nur gelegentlich stehen sie leicht darüber hinaus. Die Staubfäden sind auf verschiedenen Höhen in der unteren Hälfte der Kronröhre befestigt, gelegentlich stehen sie auch darüber. Der Ansatzpunkt der Staubfäden, der sich um diesen Punkt befindliche Teil der Krone und die Staubfäden selbst sind dicht mit Trichomen besetzt. Die Staubbeutel sind auf der Rückseite oder der Basis der Rückseite fixiert. Innerhalb der Gattung treten verschiedene Größen von Staubbeuteln auf: In Juanulloa speciosa sind sie mit 14 bis 22 mm Länge am größten, die kleinsten besitzt Juanulloa ferruginea mit 4 bis 5 mm Länge. Die Pollen sind mit 31,5 bis 40 µm Durchmesser mittelgroß, die Pollenkornwand (Exine) ist schuppig, 1,1 bis 1,8 µm dick und an den Aperturen etwas verdickt. Der zweiblättrige Fruchtknoten ist zweikammerig, mehr oder weniger beinahe konisch geformt, die Nektarien sind stark ausgeprägt, die Narbe ist sattelförmig.

### Früchte und Samen
Die Früchte sind eiförmige oder fast runde Beeren, die (1,5) 2 bis 4 × (1) 1,8 bis 3 cm groß sind. Sie sind von einem sich vergrößernden Kelch umgeben, das Perikarp ist dick oder dünn, meist gelb. Die Samen sind kurz nierenähnlich oder bumerang-förmig, 2,5 bis 5 × 1,5 bis 3 × 1 bis 1,2 mm groß. Die Oberfläche ist fein netzartig strukturiert, das Embryo liegt meist gebogen im Samen, nur in Juanulloa speciosa ist es ringförmig. Die Keimblätter sind langgestreckt, anliegend und dicker, aber kürzer als das restliche Embryo. Das Endosperm ist wenig ausgeprägt.

## Vorkommen und Standorte
Die acht Arten kommen neotropisch vor, einige von ihnen sind myrmekophil (von Ameisen abhängig) und wachsen in den Regenwäldern der Anden. Das Verbreitungsgebiet erstreckt sich vom südlichen Mexiko bis nach Bolivien und liegt in Höhen zwischen 300 und 3.500 m. Die Art mit dem nördlichsten Verbreitungsgebiet ist Juanullo mexicana, im Süden bilden die Arten Juanulloa membranacea und Juanulloa verrucosa die Grenze des Verbreitungsgebietes.

## Systematik
Die Gattung besteht aus acht anerkannten Arten:
- Juanulloa ferruginea Cuatrec.: Südliches Kolumbien bis Ecuador.[2]
- Juanulloa mexicana (Schltdl.) Miers: Südliches Mexiko bis Kolumbien.[2]
- Juanulloa ochracea Cuatrec. (Syn.: Hawkesiophyton ochraceum (Cuatrec.) A.Orejuela & C.I.Orozco): Kolumbien, Venezuela, Ecuador, Peru, Bolivien und nördliches Brasilien.[2]
- Juanulloa parasitica Ruiz & Pav. (Syn.: Juanulloa membranacea Rusby): Bolivien, Peru und nördliches Brasilien.[2]
- Juanulloa parviflora (Ducke) Cuatrec.: Nördliches Brasilien.[2]
- Juanulloa speciosa (Miers) Dunal: Kolumbien bis Ecuador.[2]
- Juanulloa verrucosa (Rusby) Hunz. & Subils: Bolivien.[2]

Die Typusart der Gattung ist Juanulloa parasitica.